# Hjalmar Kjellin
Axel Hjalmar Kjellin, född 12 mars 1899 i Sandvik, Umeå landsförsamling, Västerbottens län, död 13 september 1982 i Jönköpings Sofia församling, Jönköpings län, var en svensk psykiater.
Efter studentexamen i Umeå 1918 blev Kjellin medicine kandidat 1923 och medicine licentiat vid Uppsala universitet 1928. Han innehade olika läkarförordnanden 1928–34, var förste läkare och periodvis t.f. överläkare vid Ryhovs sjukhus i Jönköping 1934–40, överläkare vid Sankt Sigfrids sjukhus i Växjö 1940–50, överläkare och sjukhuschef vid Ryhovs sjukhus från 1950. Han var läkare vid Jönköpings läns landstings vårdhem för lättskötta sinnessjuka från 1951 och sakkunnig i 1947 års psykopatvårdsutredning.